# Trichaphodius longus
Trichaphodius longus är en skalbaggsart som beskrevs av Schmidt 1912. Trichaphodius longus ingår i släktet Trichaphodius och familjen Aphodiidae. Inga underarter finns listade i Catalogue of Life.